# Gaetano Tanzi
Gaetano Tanzi (Genova, 3 gennaio 1918 – Genova, 3 gennaio 2017) è stato un pittore italiano noto per le sue opere di matrice astrattista e sintetista, aventi spesso per soggetto dei cavalli, tanto da meritargli l'appellativo di equorum pictor.

## Biografia
Proveniente dalla famiglia aristocratica dei Tanzi di Blevio, fu educato alla Scuola militare "Nunziatella" di Napoli come allievo del corso 1934-37. Durante gli studi classici ivi seguiti, sviluppò una forte passione per il disegno e la pittura, che consolidò ulteriormente durante la sua carriera come ufficiale dei Carabinieri a cavallo, con la divisa dei quali partecipò alla Seconda guerra mondiale. Fu durante questo periodo che egli sviluppò le prime opere, aventi come soggetto prevalente proprio militari dell'Arma in groppa ai loro destrieri.
Lasciata la carriera militare nel 1950, stabilì la propria base artistica nello studio di via Margutta, 42 a Roma. Tale collocazione fu tuttavia solo la base permanente di una vita itinerante, che lo ha portato a soggiornare a Parigi, Montréal, San José di Costa Rica e Panama.
Nel 1957 fu tra i numerosi artisti e scrittori, tra cui Salvatore Quasimodo, Michele Cascella, Lucio Fontana, Giò Pomodoro, Aligi Sassu, che parteciparono and un singolare progetto didattico promosso dalla Scuola elementare di Agrate Brianza. Durante tale progetto, fu chiesto a numerose personalità del panorama italiano di inviare un campione della propria arte, al fine di avvicinare i bambini al mondo della cultura intesa come oggetto tangibile.
Nel 1965 fu tra gli artisti espositori alla IX Quadriennale nazionale d'arte di Roma. Dall'anno successivo e per i dieci anni seguenti fu il realizzatore delle copertine dei Concorsi Ippici Internazionali di Piazza di Siena in Roma. Negli anni successivi, espone individualmente o collettivamente in numerose gallerie italiane, quali La Barcaccia di Roma, Gussoni a Milano, Spinetti a Firenze, il Palazzo della esposizione permanente di Milano, il Museo di Castel Sant'Angelo di Roma.
Nel 1992 il Ministero per i beni culturali e ambientali organizzò in suo onore la retrospettiva  ' 50 TANZI '90 nel complesso di Complesso monumentale di San Michele a Ripa Grande. in occasione dell'VIII Centenario Francescano fu organizzata ad Assisi un'esposizione di trenta opere nelle Logge del Palazzo Comunale, intitolata Un pittore per la pace.
Copiosa anche l'attività espositiva oltre i confini nazionali, che in particolare ha visto le opere di Tanzi essere presentate alla Contemporary Italian Art di New York, ai Pittori Italiani di Mosca, all'Art 84 di Basilea, al Cultural Center Leonardo Da Vinci di Vancouver, e all'Istituto Italiano di Cultura di Montréal. Anche l'America Latina è stata sede di numerose esposizioni, come quelle alla Galeria Nacional de la Ciencia y Cultura di San Josè (Costa Rica) e all'Istituto di Cultura del Messico in Costa Rica.
Nel 2000 abbandonò definitivamente lo studio di via Margutta, per trasferirsi a Sacrofano, in una villa in campagna. Anche la nuova sistemazione, tuttavia, non ne placò l'irrequietezza, la quale lo portò ad eleggere Panama come propria dimora. Nel 2014 è tornato a Genova, sua città natale, dove ha tenuto una mostra denominata Fantasia 3000.
Accanto alla copiosa attività pittorica e di saggistica artistica, Tanzi ha pubblicato negli anni numerosi volumi di narrativa, nei quali ha attaccato attraverso l'uso dello humour le abitudini ed i costumi italiani.

## Percorso artistico
Fino alla fine degli anni quaranta la sua pittura fu improntata ai canoni dell'astrattismo, per poi liberarsene e proporre un'originale lettura individuale denominata "sintetismo geometrico". Sono di questo periodo opere come Gioco polare, nelle quali Tanzi utilizza la fusione delle forme come espressione artistica.
Con l'affermarsi negli Stati Uniti della Op art, basata sull'uso delle illusioni ottiche per ottenere effetti caleidoscopici, Tanzi ne effettuò una rilettura in chiave figurativa, nella quale gli incastri geometrici e ripetitivi assumevano il ruolo di tessere della figura rappresentata.
Con l'avanzare degli anni sessanta e l'esplosione della Pop art, la corrente cinetico visuale cessò di esercitare un ruolo di preminenza nel panorama pittorico mondiale, e Tanzi, sempre sensibile ai cambiamenti, ne interpretò l'avvento attraverso la riscoperta di un'espressività visuale radicata nella metafisica. È di questo periodo il Riposo del guerriero (1967).
All'inizio degli anni settanta Tanzi cominciò un percorso sperimentale basato sulla tecnica mista, che esitò in opere figurative quali Caccia con i cani (1973), in cui le figure iniziano un percorso di fusione con il paesaggio. Tale percorso viene completato nella fase successiva della pittorica di Tanzi, il quale in opere come Galoppo (1976), scompone totalmente le figure principali, rendendone più indistinti i confini e sciogliendole nell'ambiente circostante.
Con l'avvento degli anni ottanta, l'artista diede avvio ad una personale rilettura del Cubismo, in cui la sua pittura si avvicinò ai temi dell'affresco e dell'arazzo. Tale rilettura assunse gradatamente profili sempre più netti e meccanici, in risposta alla volontà di rappresentare, attraverso il linguaggio Legeriano, il contrasto tra l'animato, rappresentato dal cavallo, ed il tecnologico, rappresentato dalle macchine. Simbolo di questo contrasto è il robot, rappresentato in L'uomo moderno e il robot (1981).
Il momento di stanchezza dell'ambiente pittorico di metà anni ottanta portò Tanzi a reagire con opere guidate dallo sberleffo alla Storia e dall'anacronismo, in cui utilizzò stilemi e figure di Sandro Botticelli e Paolo Uccello, inserendole in opere moderne, accompagnate dagli onnipresenti cavalli. Esempio di tale contrasto stilistico è Leda e il cavallo (1985).
Il volgere della fine del XX secolo ha visto Tanzi operare in modalità sintetica rispetto alla totalità della propria opera, dando nascita a dipinti in cui le diverse esperienze astrattistiche, di fusione delle figure con il paesaggio, e del figurativismo di maniera, appaiono liquidamente fuse l'una nell'altra.

## Opere

### Dipinti
- Carabinieri in parata
- Carabinieri alla carica
- Cavalieri in torneo
- Cavalieri antichi sotto pesanti armature
- Gioco polare (1963)
- Composizione di guerrieri (1963)
- Scontro in rosso (1964)
- I cavalieri e la natura (1966)
- Riposo del guerriero (1967)
- Prima del concorso (1971)
- Caccia coi cani (1973)
- Galoppo (1976)
- Lesbo (1980)
- L'uomo moderno e il robot (1981)
- Leda e il cavallo (1985)
- Attesa dei guerrieri (1987)
- Cavalieri che giocavano al Polo davanti ai ruderi dell'acquedotto romano
- Guerrieri a cavallo, Museo Civico, Noto (SR).
- La pattuglia, Museo Storico Carabinieri, Roma
- Royal Guard's di Polo, Museo Civico, Tolentino.
- Frammento di Antichità, Museo Civico di Recanati.
- Lancieri nell'infinito, Museo Nazionale della Cavalleria, Pinerolo (TO)
- Danza la salsa Trittico, Patrimonio Casa Presidenziale Costa Rica.
- Zodiaco (serie)
- Il Nunziatellista e la sua anima, Scuola militare "Nunziatella", Napoli

### Volumi
- Gaetano Tanzi, Franco Panone (1966) Fantasie di cavalli. Comunit̀à Europea dell'Arte e della Cultura.
- Gaetano Tanzi (1989) Gaetano Tanzi: equorum pictor. De Luca Editore.
- Gaetano Tanzi (1981) Non rompete i coglioni al colonnello, Roma, Trevi editore.
- Gaetano Tanzi (2010) La biblioteca dei Tancredi, Milano, Lampi di stampa.